# Johannes Franz

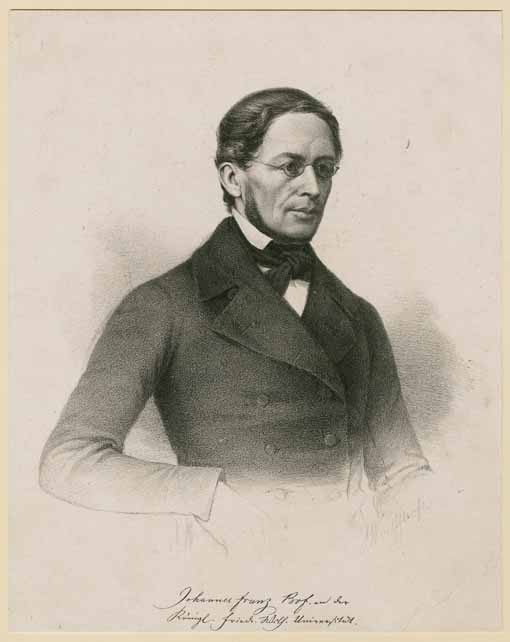
Johannes Franz

Johannes Franz (* 3. Juli 1804 in Nürnberg; † 1. Dezember 1851 in Berlin) war ein deutscher Philologe.

## Leben und Karriere
Franz studierte Alt- und Neugriechisch an der Universität München und konnte dieses Studium 1828 erfolgreich mit einer Promotion abschließen. An derselben Universität schloss er dann zwei Jahre später seine Habilitation ab.
Der bayerische König Ludwig I. bestimmte Franz zum offiziellen Dolmetscher und persönlichen Begleiter von Prinz Otto. Da Prinz Otto noch minderjährig war, übernahm ein Regentschaftsrat sämtliche Aufgaben und Pflichten Ottos und man war deshalb von Anfang an untereinander sehr zerstritten.
1833 unterstellte man Franz, an einem Aufstand gegen Otto beteiligt gewesen zu sein und verlangte seine sofortige Abreise. Franz ließ sich in Italien nieder und lebte dort bis 1838 in und bei Rom. Anfang 1839 kehrte er nach Deutschland zurück und nahm dort einen Ruf an die Humboldt-Universität zu Berlin an. Im Frühjahr 1840 ernannte man Franz zum außerordentlichen Professor, 1846 erfolgte dann die Ernennung zum Ordinarius.
Seine Vorlesungen und Seminare behandelten die alt- und neugriechische Sprache, griechische Paläographie und Epigraphik. 1844 unternahm Franz auf Bitten des preußischen Königs Friedrich Wilhelm IV. eine Forschungsreise nach Florenz und Venedig, um in den dortigen Bibliotheken Handschriften der Orestie (Aischylos) zu erforschen. Am königl. Hoftheater Berlin sollte dieses Stück so nah wie möglich am Original inszeniert werden.
Johannes Franz starb 1851 im Alter von 47 Jahren in Berlin. Beigesetzt wurde er auf dem Dreifaltigkeitsfriedhof I vor dem Halleschen Tor. Das Grab ist nicht erhalten.